# Zweiundzwanzig
Die Zweiundzwanzig (22) ist die natürliche Zahl zwischen Einundzwanzig und Dreiundzwanzig. Sie ist gerade.

## Mathematisches
- 22 ist eine defiziente Zahl
- 22 ist eine Fünfeckszahl
- 22 ist ein Wert der kumulierten Eulerschen Phi-Funktion[1]
- 22 ist die maximale Zahl der erhaltenen Segmente, wenn ein Kreis mit 6 Linien durchschnitten wird.
- 22 ist eine Zahl der Perrin-Folge
- 22 ist eine Erdős-Woods-Zahl
- 22 ist eine Smith-Zahl im Dezimalsystem
- 22/7 ist als Bruch eine relativ gute Näherung für die Kreiszahl {\displaystyle \pi }